# BBC Two
BBC Two — другий телеканал британської телерадіомовної корпорації (BBC), що транслюється на території Великої Британії, на острові Мен і на Нормандських островах. Канал охоплює широкий спектр тематики мовлення, але, на відміну від BBC One, спеціалізується більше на інтелектуальних програмах.
Версію каналу у високій чіткості було запущено 26 березня 2013, замінивши попередню версію BBC HD.

## Історія
На момент запуску BBC Two у Великій Британії здійснювали мовлення лише телеканали BBC Television Service і ITV, які були мережами малих регіональних компаній. Обидва канали вели конкурентну боротьбу з моменту запуску ITV у 1955 році, прагнучи завоювати популярність серед телеглядачів. У 1962 році Пілкінгтонський комітет з телерадіомовлення, обговорюючи питання про запуск третього телеканалу, вирішив надати третій канал корпорації BBC, оскільки ITV не займалося всерйоз цим питанням. З цієї нагоди перший телеканал BBC отримав назву BBC1.
Офіційною датою початку мовлення було оголошено 20 квітня 1964 року в 19:20. Першою програмою мало стати комедійне шоу «The Alberts», в якому збиралися показати номер радянського актора естради Аркадія Райкіна, який в той час гастролював Великою Британією. Після «The Alberts» планувався мюзикл «Цілуй мене, Кет», по закінченні якого збиралися показати урочистий феєрверк, який би символізував відкриття телеканалу. Однак в 18:45 на електростанції Беттерсі сталася пожежа, що призвело до відключення електрики в усьому Західному Лондоні. BBC1 продовжив мовлення з Александра-палас, однак запуск BBC2 так і не відбувся. ITV подав запит на заняття третьої кнопки, однак йому було відмовлено. В 22:00 було оголошено про те, що питання запуску телеканалу відкладається до наступного ранку.
Оскільки центр в Александра-палас не постраждав, звідти в 19:25 диктор Джеральд Прістленд ввечері зачитав програму передач на завтра. Передбачалося, що ця програма передач не була записана на будь-які носії, проте в 2003 році у архівах було виявлено відеокасету з програмою передач.
21 квітня в 11:00 було відновлено енергопостачання всіх телестудій BBC, і BBC2 офіційно був запущений: спочатку було показано програму передач, а потім дитяча телепередача «Play School», яка стала першою телепрограмою на BBC2. Мовлення телеканалу з нагоди подій, що сталися за день до цього, почалося з зображення палаючої в темряві свічки, яку саркастично задув Денис Тьюі. Для підвищення рейтингу каналу і створення його унікального іміджу, BBC почала показувати серіал «Сага про Форсайтів», адаптацію оповідань Джона Голсуорсі, з акторами Кеннетом Мором і Еріком Портером. Серіал на BBC2 побачили близько 6 мільйонів людей, що стало великим успіхом BBC.
На відміну від BBC One і ITV, телеканал BBC2 мав змогу здійснювати мовлення тільки у стандарті 625 UHF, тому він не був доступний на стандарті 405 VHF. Це привело до створення ринку телеприймачів, які могли вести прийом на високих і надвисоких частотах, перемикаючись між двома системами.